# Stephen Brislin
Stephen Brislin (Welkom, 24. rujna 1956.) južnoafrički je prelat Katoličke Crkve. Bio je nadbiskup Cape Towna od 2010. do 2024. godine.
Papa Franjo je 9. srpnja 2023. najavio da ga planira imenovati kardinalom na konzistoriju zakazanom za 30. rujna. Na tom konzistoriju proglašen je kardinalom svećenikom crkve Santa Maria Domenica Mazzarello.